# Albudeite
Albudeite és un municipi de la Regió de Múrcia. Limita a l'oest amb Mula i al nord amb Campos del Río.

## Demografia

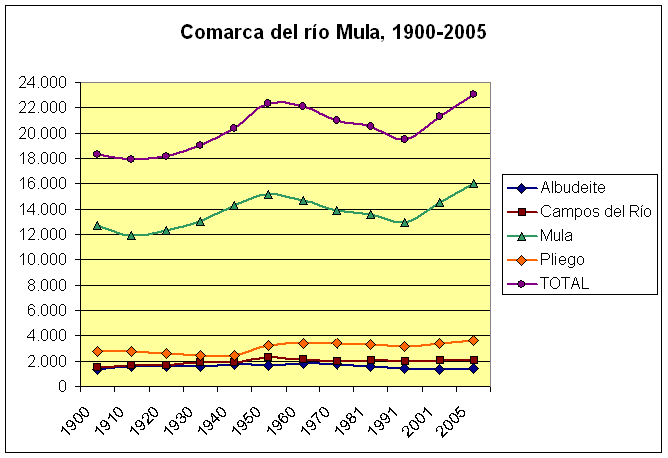
Evolució demogràfica d'Albudeite (blau) en el context de la comarca (total en lila)

| Població | 1.209 | 1.300 | 1.331 | 1.560 | 1.560 | 1.599 | 1.709 | 1.695 | 1.804 | 1.701 | 1.560 | 1.400 | 1.371 | 1.402 |